# LTE Advanced

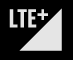
Індикатор LTE Advanced в системі Android

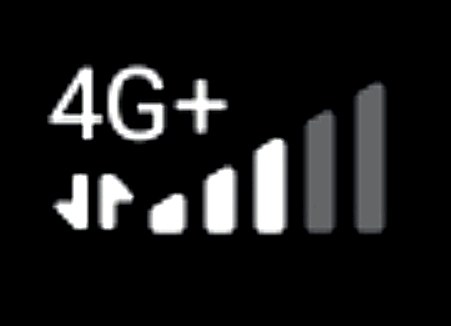
Індикатор LTE Advanced (4G+) на телефоні Xiaomi

LTE Advanced (LTE+, LTE-A, на телефонах Samsung Galaxy та Xiaomi — 4G+) — стандарт мобільного зв'язку. LTE Advanced стандартизований 3GPP як велике поліпшення стандарту Long Term Evolution (LTE).
Офіційно представлений в кінці 2009 року сектору стандартизації електрозв'язку Міжнародного союзу електрозв'язку в якості кандидата на систему 4G. LTE Advanced був затверджений ITU і завершений 3GPP в березні 2011 року.
Технологія LTE-Advanced разом з WiMAX 2 була офіційно визнана бездротовим стандартом зв'язку четвертого покоління 4G Міжнародним союзом електрозв'язку на конференції в Женеві у 2012 році .
LTE-Advanced — це назва специфікації 3GPP 10 версії, яким Міжнародний союз електрозв'язку присвоїв сертифікат «IMT-Advanced» — офіційний статус мереж четвертого покоління. Попередні версії LTE не є технологією 4G.

## Історія
Технологія LTE пережила цілий ряд етапів розвитку з моменту виходу первинного стандарту, прийнятого консорціумом 3GPP — так званого 3GPP Релізу 8. Для подальшого поліпшення експлуатаційних характеристик і розширення можливостей технології в квітні 2008 року консорціум 3GPP почав роботу над Релізом 10. Одним із завдань було досягнення повного відповідності технології LTE вимогам стандарту IMT-Advanced, встановленого для 4G Міжнародним союзом електрозв'язку, що дозволило б з повним правом називати LTE технологією 4G.
LTE-Advanced передбачає розширення смуги частот, агрегацію (декількох смуг, в тому числі не сусідніх) спектра, має розширені можливості багатоантенної передачі даних MIMO, підтримує функції ретрансляції сигналу LTE, а також розгортання гетерогенних мереж (HetNet).